# Місія повітряної поліції НАТО в країнах Балтії

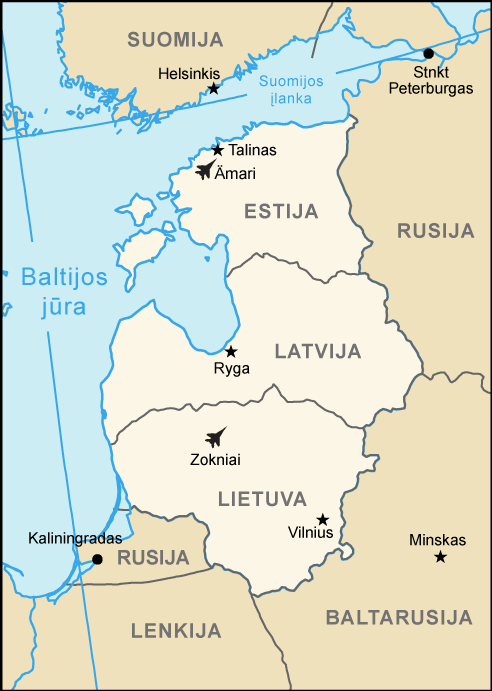
Зона місії літаків БПП

Балтійська повітряна поліція (англ. Baltic Air Policing) — операція НАТО в рамках сил швидкого реагування НАТО, що проводиться з березня 2004 по захисту повітряного простору трьох балтійських держав: Латвії, Литви, Естонії.

## Історія
Зі вступом балтійських держав до НАТО розпочалась операція по захисту повітряного простору цих держав, що є частиною єдиного простору НАТО, через недостатню силу військово-повітряних сил даних держав. Цю місію виконують почергово інші країни НАТО. 
Постійною базою місії є Литовська Перша Повітряна База при міжнародному аеропорті в Шяуляй. З 2014 року літаки місії стали базуватися і на другій постійній базі Емарі в Естонії.

## Місія

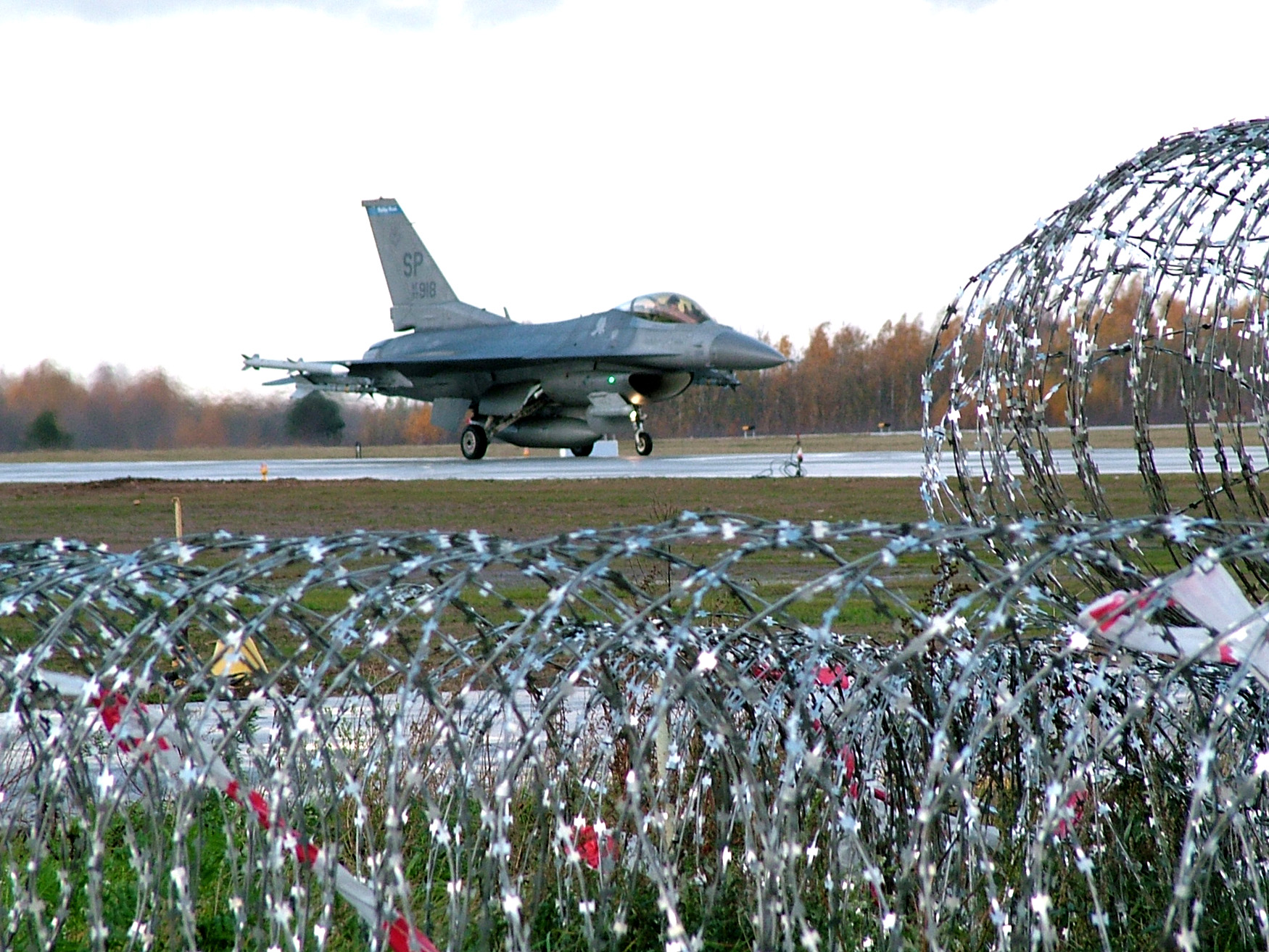
F-16CJ ВПС США у Шауляй. Листопад 2005)

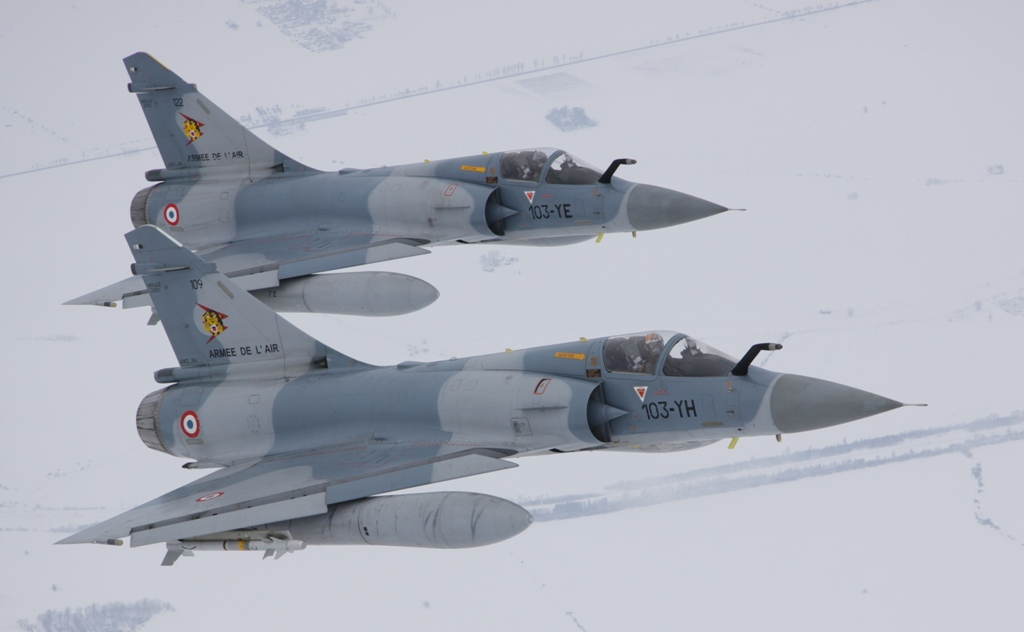
Французькі Mirage 2000s у місії БПП. 2010

З 31 березня 2006 тривалість місії країн збільшено 3 місяців до 4 місяців. До 2013 в операції брало участь 14 країн з 28 членів НАТО. З 2014 планується участь Канади, з 2015 Угорщини, Італії. Звично країни-учасники висилають на місію 4 літаки-винищувачі та 50-100 осіб наземного персоналу. Два літаки знаходяться у бойовій готовності, два у резерві. Початково тривалість місії визначено до 2018 з імовірним продовженням. Балтійські країни покривають частину вартості місії, виплачуючи щорічно 3.000.000 євро. НАТО витратило на модернізацію бази понад 7.000.000 євро.
Через кризу в Криму у березні 2014 і загрозу агресії Росії на території колишніх республік СРСР США на виконання союзницьких обов'язків збільшили свою участь у місії до 6 винищувачів F-15 і літака-паливозаправника KC-135. З 1 травня 2014 місію виконують літаки ВПС Польщі і Великої Британії на базі в Шяуляї і ВПС Данії в Емарі. Разом 12 літаків.
У квітні 2013 Балтійська повітряна поліція була викликана на допомогу ВПС Швеції, коли російські бомбардувальники Ту-22 у супроводі Су-27 інсценізували атаку на Стокгольм.

## Схожі місії
Крім балтійських держав в країнах НАТО є низка схожих місій з патрулювання повітряного простору:
- Повітряна операція на південному фланзі НАТО (Enhanced Air Policing, скор. EAP) проводиться на території Польщі та Румунії,
- Ісландська повітряна поліція (Icelandic Air Policing) проводиться у повітряному просторі Ісландії з базуванням винищувачів авіабазі Кефлавік

- Східна Адріатика та Західні Балкани. Повітряний простір Словенії прикривають ПС Угорщини чи Італії, а Албанії та Чорногорії прикривають ПС Італії чи Греції,

Через нестачу власної авіаційної компоненти схожі місії є в Люксембургу де патрулюють ПС Бельгії.

### Enhanced Air Policing
З 1 травня 2014 Франція направила 4 літаки Dassault Rafale на базу в Мальборку, а Канада 6 CF-18 Hornet на базу в Румунії.

### Icelandic Air Policing
З 2006 року НАТО також проводить Iceland Air Policing — регулярні розгортання винищувачів на авіабазі Кефлавік для захисту повітряного простору Ісландії, яка не має власних Повітряних сил. 
У травні 2025 року повітряні сили Чехії розгорне власні винищувачі Gripen на території Ісландії.